# São Simão (Nisa)
São Simão is een plaats (freguesia) in de Portugese gemeente Nisa en telt 156 inwoners (2001).